# 國際證券交易所
國際證券交易所（英語：The International Stock Exchange，縮寫TISE）是一家總部位於英國王室屬地根西行政區之首府聖彼得港的證券交易所。

## 概述
國際證券交易所為國際間的公司提供上市之便利，以從全球投資者那裡籌集資金。它提供了一個受監管的市場，擁有全球知名的客戶和不斷增長的產品範圍。
國際證券交易所是國際證券交易所集團有限公司的交易名稱。國際證券交易所是歐洲主要的專業債券市場之一。